# Einen Jux will er sich machen (1916)
Einen Jux will er sich machen ist ein österreichischer Stummfilm aus dem Jahre 1916 von Emil Leyde, gestaltet nach der gleichnamigen Posse (1842) von Johann Nestroy.

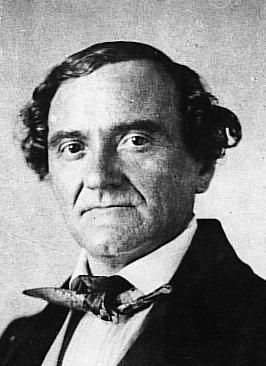
Vorlageautor Johann Nestroy

## Handlung
Der Film wurde in ein modernisiertes Gewand gesteckt und die Handlung in die damalige Gegenwart (1916) verlegt. Dennoch blieb das Grundkonstrukt der Nestroy‘schen Vorlage unberührt.
Herr Zangler, der ein kleines Geschäft in einem Provinzstädtchen betreibt, ist äußerst erbost darüber, dass sein Mündel Marie den Geschäftsreisenden August Sonders heiraten will. Dabei wandelt er selbst auf Freiersfüßen, beabsichtigt er doch, die Modistin (Hutmacherin) Frau Knorr zu ehelichen. Die Hochzeit soll im Rahmen eines demnächst anstehenden Veteranenfestes stattfinden, für das Zangler bereits eine neue, maßgeschneiderte Uniform bestellt hat. Die will er in Wien abholen, verpasst aber den Zug dorthin und muss daraufhin umkehren. Kaum daheim, muss er sehen, wie Marie mit dem ungeliebten Schwiegersohn in spe, August, busselt. Als wäre dies nicht schlimm genug, muss Zangler feststellen, dass sein ehemaliger Kommis und jetziger Kompagnon Weinberl sich Zanglers alter Veteranenuniform bemächtigt hatte und in selbiger im Halbdunkel vor das junge Paar getreten ist, um diesem als „Zangler“ seinen Segen zu geben. Außer sich vor Zorn, beschließt Zangler seine Reise nach Wien erst einmal zu verschieben. Währenddessen ist Weinberl selbst, in Begleitung des zum Kommis aufgestiegenen ehemaligen Lehrjungen Christopherl, nach Wien gereist. Da er Weinberl ordentlich den Kopf waschen wollte, dieser aber „auf der Flucht“ ist, beschließt Zangler nunmehr Weinberl sofort zu folgen und startet einen erneuten Versuch, Wien zu erreichen.
In der Hauptstadt angekommen, laufen sich Weinberl und Christopherl einerseits und Zangler andererseits rasch über den Weg. Die beiden Gejagten landen bei ihrer anschließenden Flucht in ein Hutgeschäft, von dem sie nicht ahnen, dass dies ausgerechnet der Laden von Zanglers Herzdame, Frau Knorr, ist. In seiner Verlegenheit behauptet Weinberl, der Gatte der in Wirklichkeit aber verwitweten Frau Fischer, einer engen Freundin Frau Knorrs, zu sein. Als Frau von Fischer nun ausgerechnet zu diesem Zeitpunkt im Hutgeschäft auftaucht, ist die Verwirrung perfekt. Die Dame geht aus Spaß auf Weinberls Komödie ein und schlägt vor, mit Frau Knorr sowie Weinberl und Christopherl einen Ausflug nach Rodaun zu unternehmen. Die Gesamtsituation wird immer verfahrener, und schließlich müssen Weinberl und Christopherl sogar in Verkleidungen schlüpfen, sodass man sie sogar für das Liebespaar Marie und August hält. Wie in einer Komödie üblich, löst sich aber alles in Wohlgefallen auf, und selbst Zangler hat nun nichts mehr gegen eine Vermählung Maries mit ihrem Herzbuben einzuwenden, zumal soeben ein Telegramm eingetroffen ist, in dem es heißt, August sei Erbe eines beträchtlichen Vermögens einer verblichenen Tante geworden.

## Produktionsnotizen
Der Dreiakter Einen Jux will er sich machen entstand im Februar 1916 in Wien und wurde ab dem 11. August desselben Jahres im dortigen Kino in der Kriegsausstellung erstmals gezeigt. Massenstart war am 17. Oktober 1916. 
Während der Dreharbeiten in Rodaun kam es zu einem Beinahe-Unfall – mehrere zusammengeknüpfte Leintücher rissen während der Aufnahme –, den die Hauptdarstellerin Poldi Müller jedoch verletzungsfrei überstand.

## Kritiken
Das Neue Wiener Tagblatt schrieb: „Der köstliche Humor … wird trotz des Fehlens des gesprochenen Wortes doch zu voller Geltung gebracht und Nestroy kommt dank der sorgfältigen Aufnahme auch als Filmdichter zu Ehren“.
In Wiens Kinematographischer Rundschau heißt es: „Insbesondere der letzte Akt ist so reich an drolligen Verwechslungen, dass man wirklich aus dem Lachen herauskommt. Die Darstellung ist geradezu allererstklassig. Gustav Müller als Weinberl bietet eine glänzende Leistung, Morgan als Lehrjunge Christopherl ist zum Totlachen, Poldi Müller als Marie ist reizend, wie immer, Anton Weidinger weiß glänzend den bösen Zangler zu verkörpern, Straßmayer als Hausknecht Melchior wirkt zwerchfellerschütternd. (…) Kurzum ein wirklich gelungener Film von echt wienerischer Marke“.
Auch das Illustrirte Wiener Extrablatt konstatierte anlässlich der Präsentation im Kino in der Kriegsausstellung „wahre Stürme der Heiterkeit“, und das Neue Wiener Journal konstatierte eine „glänzende Darstellung“ und fand darüber hinaus, „daß Nestroy im Film ebenso schlagkräftig und wirkungsvoll wie auf dem Theater“ sei.